# 阿纳斯塔西娅·波兹尼亚科娃
阿纳斯塔西娅·波兹尼亚科娃（Anastasia Pozdniakova，1985年11月11日—）生于俄罗斯埃列克特罗斯塔尔，俄罗斯女子跳水运动员。
波兹尼亚科娃是俄罗斯名将尤里娅·帕卡琳娜的双人三米板搭档，帕卡琳娜的老搭档维拉·伊莲娜在雅典奥运会后退役，由波兹尼亚科娃顶替了伊莲娜的位置。
在北京奥运会上她与帕卡琳娜搭档，获得了双人3米跳板的银牌。